# 幼稚園

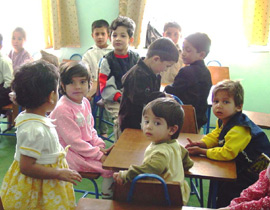
アフガニスタンの幼稚園

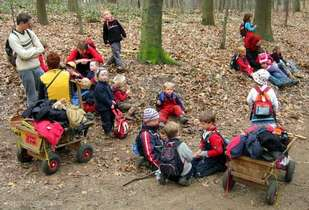
戸外での自然体験（森のようちえん）

幼稚園（ようちえん、独: Kindergarten、英: kindergarten）は、満三歳から小学校就学までの幼児を教育し、年齢に相応しい適切な環境を整え、心身の発達を育成するための教育施設。

## 歴史
19世紀前半に活躍したドイツの幼児教育者、フリードリヒ・フレーベルが1840年に設立した、小学校に上がる前の幼児のための学校が最初の幼稚園である。幼稚園という語は、彼の作った学校の名前である  Kindergarten（キンダーガルテン、フレーベルの造語で「子供達の庭」「子供の国」の意）を翻訳してできた。
ドイツ以外の国々でも、フレーベルに敬意を表してドイツ語に由来するkindergarten、kindergardenという表現を使う。アメリカ合衆国のカリフォルニア州など多くの州では幼稚園の1学年（kindergarten）が義務教育で小学校と併設されている、プリスクール（preschool）とは「幼稚園のさらに前の教育施設」として、preschoolまたはpre-K（pre-kindergarten） - kindergarten - 1st grade -... という順序になっている地域が多い。保育所は、nursery school（略してnursery）または daycare centerという。
実際にはフレーベルよりも数年早く、イギリスの産業革命の中で、工場における児童労働による健康障害と死亡率の高さに対し、空想的社会主義者といわれるロバート・オウエンが、幼児、子供のための性格形成学院を開校している。
ただし、現在の幼稚園の実態は、ほとんどがフレーベルの構想の中にあったもので、その意味では彼が幼稚園の生みの親といっても間違いない。ボール遊び、積み木（恩物）、お遊戯、砂場、鳥類を含む小動物の飼育と触れ合い、母親の家事の手伝い、言葉遊び、学級花壇での花や野菜の栽培など、すべて体系的にフレーベルの著作『幼稚園教育学』（玉川大学出版部刊フレーベル全集）に収録されている。

## 各国の幼稚園

### 日本

#### 制度
日本の場合、幼稚園は文部科学省幼児教育課の所管で、学校教育法第1条に規定される学校（一条校）の一種である。大学・大学院までの教育体系の中の一環として組み込まれている。私立の幼稚園においては学校法人のほか個人、社会福祉法人、宗教法人などが設置できる。
なお、保育所はこども家庭庁所管の児童福祉施設（児童福祉法第7条に規定）であり、保育（養護と教育）を行うものの、学校教育法による学校ではない。なお、幼稚園機能と保育所機能を併せ持つ施設として、幼保連携型認定こども園がある。
日本の幼稚園における教育内容は、幼稚園教育要領の中に示されている。その内訳は「健康」「人間関係」「環境」「言葉」「表現」の5領域となっている（学校教育法23条各号参照）。施設設備については、幼稚園設置基準で定められている。幼稚園教員になるには、法律で定められた教育職員免許状を取得しなければならない。
学校教育法第26条では、幼稚園に入園することのできる者は「満三歳から、小学校就学の始期に達するまでの幼児」となっている。また幼稚園設置基準第4条では、「学級は、学年の初めの日の前日において同じ年齢にある幼児で編制することを原則とする。」となっており、ほぼ完全に年齢主義による運用となっている。学年は学校年度4月1日から翌年の3月31日までに達する満年齢で決まり、4月2日～翌年4月1日までの生まれで年少が4歳、年中が5歳・年長が6歳になる子供である。ただし就学猶予を受けた場合など、学齢に達していても引き続き通うケースは存在する。また、入学年齢に達していなくとも、兄弟が通っている場合には特例として2歳から年少組に入ることがある。その際には年少組を2年経験する。
満三歳からの入園（3年保育）は義務ではなく、公立幼稚園等では満四歳からの入園（2年保育）も行われている。現在は3年保育がほとんどであるが、1980年代以前は2年保育が主流であった。一方、沖縄県はアメリカ占領下の影響から、5歳児のみの1年保育（公立）も多い。主に小学校内にあり、小学生と一緒に登園する光景がみられる。また、併設されている学童保育も利用でき、保育園児でも最後の1年は幼稚園に通うケースが多い。
2023年（令和4年）時点、日本には9,111の幼稚園があり、うち国立49園、公立2,910園、私立6,152園である。
また特別支援学校には、幼稚園の課程に相当する幼稚部が置かれている。普通の幼稚園でも知的障害のある子供に対して年長組の年齢でも年少・年中組に在籍することが可能な幼稚園もある。
民族学校の一つである朝鮮学校では幼稚園課程に相当する幼稚班が初級学校（小学校に相当）に併設されている。また小倉朝鮮幼稚園(学校法人福岡朝鮮学園運営)は幼児教育のみを行う単独校である。いずれも各種学校として認可されており法的には「幼稚園」と見なされない。

#### 歴史
日本では1872年（明治5年）に公布された学制に小学校の一種として「幼稚小学」が「幼稚小学ハ甲女ノ子弟六歳迄ノモノ小学ニ入ル前ノ端緒ヲ教ルナリ」（第二十二章）と規定された。就学前の幼児教育施設として（日本で）実際に設けられた最も早いものは、1875年（明治8年）12月に京都の上京第二十七番組小学校に付設された「幼穉遊嬉場」（ようちゆうきじょう）である。これはフレーベルのキンダーガルテンに倣って、官民一致で設けられたものであるが、それは1年半しか存続しなかった。
キンダーガルテンの訳語として「幼稚園」を最初に名乗ったのが、1876年（明治9年）に開園した東京女子師範学校附属幼稚園で、現在もお茶の水女子大学附属幼稚園として存続し、これが日本で最古の幼稚園とされる。フレーベルの手引書を邦訳した関信三が初代監事（延長に相当）、ドイツ人女性の松野クララが保母の長に就き、11月の開園時には男女75人が学び、保育料は1カ月25銭だった。 1879年（明治12年）4月1日には鹿児島県が東京女子師範学校附属幼稚園より日本人保姆第一号とされる豊田芙雄を招聘し、鹿児島女子師範学校附属幼稚園を開園させている。さらにこの年の5月3日には大阪市に大阪府立模範幼稚園が（その後廃園となったが、現在の大阪教育大学附属幼稚園は同園を前身と位置づけている）、6月7日には宮城県仙台市に仙台区木町通小学校附属幼稚園が相次いで開園し、これ以降、幼稚園教育が地方へと展開していく。また現存する私立幼稚園としては1886年（明治19年）に石川県金沢市に英和幼稚園として開園された北陸学院短期大学附属幼稚園がある。
この時代に開園し、今日まで現存する園舎については1880年（明治13年）に開園した大阪市中央区の大阪市立愛珠幼稚園の木造園舎が1901年（明治34年）竣工で日本最古のものとして知られ、岡山市の「旧旭東幼稚園園舎」とともに重要文化財に指定されている。

### フランス
フランスには幼稚園にあたる施設が数種あるが所管する省庁が異なり、保育サービスを含むものもある。
École maternelle（母親学校）
教育省所管で日本語では「幼稚園」あるいは「母親学校」と呼ばれる。小学校教員が教育にあたる。
Jardin d'enfants（キンダーガーデン）
医療担当省所管の幼稚園で目的や教育手法は教育省所管の施設とほぼ同じである。ただし乳幼児指導教育員が教育にあたる。

## 幼稚園を取り扱った作品
- キンダガートン・コップ(1990)
- クレヨンしんちゃん(1990)
- さよならぼくたちのようちえん(2011)